# Sonic the Hedgehog (gra komputerowa 2006)
Sonic the Hedgehog – komputerowa gra platformowo-zręcznościowa z serii Sonic the Hedgehog wydana w 2006 roku na platformy Xbox 360 i PlayStation 3. Gra ukazała się z okazji piętnastej rocznicy cyklu, tak jak Sonic Riders.

## Fabuła
Grę można ukończyć na kilka sposobów, podczas rozgrywki gracz poznaje historię z trzech różnych perspektyw: Sonica, Shadowa i Silvera, niektóre poziomy z tej gry pojawiają się w grze Sonic Generations.

### Sonic
Sonic rozpoczyna swoją przygodę w Soleannie, „mieście wody”, w którym panuje księżniczka Elise. Skrywa ona mroczny sekret, tzw. płomienie klęski (ang. Flames of Disaster) mające związek ze Szmaragdami Chaosu. Doktor Eggman poznawszy go postanawia porwać księżniczkę podczas Festiwalu Słońca, w czym przeszkadza mu Sonic. Niezrażony niepowodzeniem Eggman ponawia swe wysiłki i porywa Elise, której udaje się przekazać wcześniej Sonicowi niebieski Szmaragd Chaosu. Wraz z Tailsem, który pomaga wcześniej w uratowaniu następczyni tronu, wysłuchuje on opowieści o Solarisie – bóstwie, na którego cześć organizowany jest Festiwal Słońca oraz o płomieniach klęski.
Wkrótce Sonic zostaje zaatakowany przez nieznanego białego jeża (Silvera), który, jak się później okazuje, przybył z przyszłości, aby powstrzymać Wyzwoliciela Iblisa (ang. Iblis Trigger), który sprowadzi na świat zagładę. Korzystając z zamieszania Eggman ponownie więzi Elise. Gdy Silver zamierza zadać Sonicowi ostateczny cios, nagle pojawia się Amy, która chroni go własnym ciałem. Sonic postanawia nie tracić czasu i rusza w pogoń za Eggmanem. Wkrótce dołączają do niego Tails wraz z Knucklesem. Cała trójka udaje się do bazy Eggmana, Białego Akropolu (ang. White Acropolis), gdzie ma nastąpić wymiana Elise za Szmaragd Chaosu. Okazuje się, że oprócz zdobycia Szmaragdu Eggman przenosi bohaterów do przyszłości.
Tam Sonic, Tails i Knuckles spotykają Shadowa i Rouge (podobnie jak uczynili w Sonic Heroes), którzy postanawiają odnaleźć Szmaragdy Chaosu i wywołać kontrolę chaosu, która pozwoliłaby im na powrót do teraźniejszości. Po powrocie Sonic, Tails i Knuckles dowiadują się, że statek Eggmana, w którym uwięziona była Elise, rozbił się i eksplodował. Trójka spotyka się raz jeszcze z Shadowem i Rouge, którzy przeprowadzają kolejną kontrolę chaosu umożliwiając Sonicowi, Tailsowi i Knucklesowi na przeniesienie się w dzień śmierci księżniczki.
Tuż po jej uratowaniu, Sonic zostaje ponownie zaatakowany przez Silvera. Podczas walki Elise zostaje porwana po raz trzeci, a Sonica tym razem wybawia z opresji Shadow. Po ponownym ocaleniu księżniczki Sonic zbiega z nią do dżungli, co rozsierdza Eggmana, który grozi, że zniszczy Soleannę, jeśli Elise się nie podda. Nieświadoma niebezpieczeństwa wychodzi mu naprzeciw stając się po raz kolejny zakładniczką. Gdy Sonic dociera na miejsce, jest już za późno statek ulega zniszczeniu, a Elise i Eggman giną. Korzystając tym razem z pomocy Silvera, Sonic przeprowadzając jeszcze jedną kontrolę chaosu cofa się w czasie, co umożliwia mu uratowanie Elise, sam Eggman również wychodzi bez szwanku.

### Shadow
Shadow postanawia zapomnieć o przeszłości i rozpoczyna nowe życie jako członek GUN, pochodził z gry Shadow the Hedgehog. Jego opowieść zaczyna się w momencie, gdy ma odnaleźć Rouge długo pozostającą bez kontaktu, która otrzymała wcześniej zadanie wykradnięcia berła ciemności z bazy Eggmana. Shadow zakradłszy się do bazy odnajduje Rouge, której misja zakończyła się powodzeniem. Razem uciekają do Doliny Królestwa (ang. Kingdom Valley) – dawnego zamku królów Soleanny, gdzie napotykają ścigającego ich Eggmana. Podczas walki dochodzi do rozbicia berła ciemności w którym była zamknięta istota o imieniu Mephiles.
Przypominający wyglądem Shadowa Mephiles otwiera portal czasoprzestrzenny i przenosi Shadowa oraz Rouge do świata przyszłości stojącego na krawędzi zagłady. Tam spotykają oni wysłanych do przyszłości przez Eggmana Sonica, Tailsa i Knucklesa. Sonic i Shadow dochodzą do wniosku, że aby wrócić do teraźniejszości potrzebują dwóch Szmaragdów Chaosu. Podczas poszukiwań natrafiają na Iblisa, ognistego potwora, którego udaje się im pokonać. Shadow jako jedyny postanawia zostać, aby zmierzyć się z Mephilesem. Mephiles próbuje przekonać Shadowa, że prawdziwym jego wrogiem są ludzie, którzy umieszczą go w przyszłości w energetycznym więzieniu, w przeciwieństwie do poprzedniej odsłony gry Shadow nie dowierza swojemu rozmówcy, co sprawia, że Mephiles przyjmuje swoją drugą formę w której atakuje Shadowa. Podczas starcia temu ostatniemu przychodzi z pomocą E-123 „Omega” (podobnie jak w Shadow the Hedgehog), który po powrocie do teraźniejszości podąża za Mephilesem, podczas gdy Shadow próbuje się o nim dowiedzieć czegoś więcej.
Shadow odnajduje Sonica, który walczy z Silverem. Następnie sam staje do walki z białym jeżem i wygrywa dzięki kontroli chaosu. Silver, który nie może zaakceptować porażki, sam używa kontroli chaosu, która wywołuje portal czasoprzestrzenny. Korzystając ze sposobności Shadow proponuje Silverowi przeniesienie się w przeszłość, aby ten mógł dowiedzieć się, jaki jest związek między Mephilesem a Iblisem. Obaj cofają się o 10 lat w sam środek wydarzeń przed wypadkiem Projektu „Solaris”. Obserwują porażkę eksperymentu oraz narodziny Mephilesa i Iblisa. Książę Soleanny przekazuje im ostatkiem sił, że demony muszą zostać uwięzione, co bohaterowie niezwłocznie czynią. Po powrocie do teraźniejszości Shadow tworzy plan uwięzienia Mephilesa.
W międzyczasie Omega ponownie pokonuje Mephilesa, który wyśmiewa jego wysiłki twierdząc, że Omega musi zachować siły na walkę z Shadowem. Ten, poznawszy prawdę, zwierza się Shadowowi i Rouge, która wraz z Shadowem i Omegą postanowiła uformować Zespół Ciemności, podobnie jak w Sonic Heroes na początku gry, że to on będzie tym, który uwięzi Shadowa w przyszłości. Jeż nie ma jednak o to do niego żalu. Cała trójka dociera w pogoni za Mephilesem na pustynię, gdzie zamierzają go uwięzić w nowym berle ciemności. Mephiles, który w międzyczasie znalazł żółty Szmaragd Chaosu, próbuje przekonać Shadowa, że nie powinien pomagać ludziom, skoro i tak go zdradzą. Shadow zdejmuje swoje pierścienie ujawniając drzemiącą w nim moc (podobnie jak uczynił w Sonic Adventure 2 oraz Sonic X) i pokonuje Mephilesa oraz jego klony. Wyjaśnia mu następnie, że mimo wszystko wierzy w ludzi i dlaczego nie zmieni swych postanowień, po czym próbuje go zamknąć w berle ciemności. Drużyna CIEMNOŚCI składa się z 3 bohaterów: Shadowa, Rouge i Omegi (podobnie jak w Sonic Heroes).

### Silver
Silver jest przybyszem z innego wymiaru, prawdopodobnie tego samego, co kotka Blaze, jego najlepsza przyjaciółka. Jego rodzinne miasto, Crisis City (Kryzys), zostaje zaatakowane przez Iblisa. Wraz z Blaze stara się on codziennie odpierać ataki i stawiać czoła płomieniom klęski wywoływanymi przez potwora, jednak oboje są świadomi, że nie będą w stanie długo opierać się monstrum. Silver potrzebuje nadziei, którą daje mu tajemniczy jeż Mephiles, łudząco podobny do Shadowa. W tajemnym pomieszczeniu, w którym urzęduje, wyjawia im tajemnicę, która tylko częściowo jest powodem wszystkich nieszczęść, które spadły na Crisis City.
Mephiles pokazuje Silverowi swój Szmaragd Chaosu, w którym ukazuje mu niebieskiego jeża nazywając go „Wyzwolicielem Iblisa” (ang. Iblis Trigger). Silver będzie głęboko przekonany, że to Sonic jest całkowicie odpowiedzialny za wszystkie klęski, które dotknęły jego miasto. Z pomocą Mephilesa Silver wraz z Blaze przenosi się w przeszłość, jednakże u kresu podróży okazuje się, że cała trójka została rozdzielona.
Biały jeż postanawia nie tracić czasu i jak najszybciej wytropić „Wyzwoliciela Iblisa”. Okazuje się, że trafia do Soleanny, gdzie nocą napotyka Sonica. Gdy ma już przystąpić do ataku, zostaje zaskoczony przez Amy, która rzuca się na niego myląc go z poszukiwanym Sonikiem.
Nie znając jego imienia dowiaduje się, że poszukiwany przez Amy Sonic może mu pomóc w jego misji. Wkrótce spotykają go z księżniczką Elise i Silver bez większego namysłu atakuje niebieskiego jeża. Walka szybko kończy się na jego korzyść, a sam Silver nie może uwierzyć, że tak słaba istota mogła stać się przyczyną tylu nieszczęść. Gdy chce on zadać ostateczny cios, między nich wkracza Amy, która zasłania sobą Sonica, co umożliwia temu ostatniemu zabranie Elise do zamku. Zaskoczona obrotem spraw Amy tłumaczy białemu jeżowi, że Sonic z pewnością nie mógł dopuścić się jakiegokolwiek zła, ale ten nie chce jej wierzyć, przez co ta opuszcza go pośrodku rynku nieznanego miasta. Wkrótce złamanego na duchu Silvera znajduje Blaze i wlewa w niego nadzieję proponując udanie się do bazy Eggmana – Białego Akropolu. Tam znajdują jednak tylko Szmaragd Chaosu broniony przez potwora.
Po powrocie do miasta napotykają Mephilesa, który wskazuje im drogę, którą udał się Sonic. Silver odnajduje jeża nieopodal Radical Train i natychmiast go atakuje szybko zdobywając przewagę, tym razem ratunek przychodzi ze strony Shadowa. Zdezorientowany Silver, który bierze go za Mephilesa, nie rozumie dlaczego ten staje w obronie Sonica. Tymczasem Sonic ponownie opuszcza miejsce potyczki, a między pozostałymi dwoma jeżami dochodzi do walki. Ostatecznie Shadow wygrywa dzięki umiejętności kontroli chaosu. Shadow, który wiele podróżował w czasie i zna wiele wydarzeń wpływających na rzeczywistość, proponuje Silverowi udanie się wraz z nim do przeszłości, czasu kiedy stworzono Iblisa.
Kontrola chaosu przenosi bohaterów do laboratorium, w którym pod nadzorem naukowców przetrzymywany jest Iblis. Całemu zespołowi przewodzi ojciec Elise, książę Soleanny (ang. Duke of Soleanna). Niespodziewany, nagły wybuch w laboratorium uwalnia Iblisa i jego prawdziwego wyzwoliciela – Mephilesa, który ucieka w postaci czarnego płynu. Shadow proponuje Silverowi, aby podążył za Iblisem, on sam uda się zaś za Mephilesem. Pierwszemu z nich szybko udaje się schwytać Iblisa. Śmiertelnie ranny książę, świadomy zagrożenia, postanawia zapieczętować Iblisa w duszy swej córki Elise. Prosi jeża, aby zaopiekował się jego córką, po czym umiera. Gdy Silver wychodzi wraz ze śpiącą Elise na zewnątrz budynku, czeka już tam na niego Shadow. Zostawia on małą księżniczkę pod drzewem wraz ze Szmaragdem Chaosu znalezionym wraz z Blaze podczas wyprawy do bazy Eggmana. Po czym obaj wracają do teraźniejszości.
Znając całą prawdę Silver postanawia wraz z Blaze powstrzymać plany Mephilesa. Odnajduje Sonica spieszącego na ratunek Elise i obiecuje mu pomoc, co z kolei bardzo zaskakuje niebieskiego jeża. Razem udają się do zamku, niestety nie zdążają uratować księżniczki przez doktorem Eggmanem. Zrozpaczony Sonic traci nadzieję, jednakże Silver wspominając wspólne z Shadowem otwarcie portalu czasu za pomocą dwóch Szmaragdów Chaosu, wywołuje wraz z Soniciem kontrolę chaosu otwierając nowy portal. Sonic wraca do przeszłości próbując raz jeszcze uratować Elise, zaś Silver i Blaze przenoszą się do przyszłości, do Crisis City, gdzie bogatsi o nowe doświadczenia i zdolności postanawiają za pomocą dwóch podarowanych przez Sonica Szmaragdów pokonać Iblisa.
Powtarzając zaobserwowany podczas zamykania Iblisa w duszy Elise rytuał Silver stara się połączyć swoją duszę z duszą Iblisa, jednakże monstrum odrzuca ją. Blaze postanawia zastąpić go. Próbując zatrzymać potwora w sobie, prosi jeża, aby ten ją strącił z urwiska, na którym codziennie podejmowali walkę, jednak Silver nie jest w stanie tego zrobić. Dlatego kotka wywołuje kontrolę chaosu, przez co Silver raz jeszcze pozostaje sam.

### Last Story
Ostatnia opowieść (ang. Last Story) rozpoczyna się sceną podziwiania widoków w dolinie przez Elise i Sonica. Nagle zostają oślepieni błyskiem, a za nimi zjawia się Mephiles, który za pomocą pocisku przypominającego włócznię chaosu (nazwanego przez fanów Dark Chaos Lance) przebija Sonica. Gdy jeż pada, Elise wybucha płaczem i, ku radości Mephilesa, uwalnia Iblisa z którym ten ostatni scala się, tworząc Solarisa. Następuje koniec świata.
Wszyscy bohaterowie wraz z Eggmanem zostają przeniesieni do wyrwy czasoprzestrzennej. Początkowo zdezorientowani zauważają Elise oraz martwego Sonica, przez co ogarnia ich smutek. Eggman objaśnia, że Solaris rozpoczął proces niszczenia świata, w tym przeszłości, teraźniejszości i przyszłości. Ponieważ zniszczenie Solarisa w jednym czasie spowoduje, że odrodzi się w innym, Silver proponuje, aby zniszczyć go we wszystkich trzech przedziałach czasowych. Niestety tajniki kontroli chaosu znają wyłącznie Shadow, Silver oraz… Sonic.
Gdy wszyscy tracą nadzieje, a zrozpaczona Amy płacze nad ciałem Sonica, Elise nagle czuje znajomy powiew wiatru twierdząc, że Sonic jest obecny wśród nich duchem. Wszyscy podejmują decyzję o współpracy i zgromadzeniu siedmiu Szmaragdów Chaosu rozproszonych w czasie i przestrzeni, aby móc wskrzesić Sonica i dzięki temu zniszczyć Solarisa. Eggman dostarcza wszystkim namiary na klejnoty, a Tails, Knuckles, Rouge, Omega, Amy, Silver i Shadow udają się po nie. Przywrócony do życia w super formie Sonic, dzieli swoją moc między siebie, Shadowa i Silvera (podobnie jak to uczynił z Tailsem i Knucklesem w Sonic Heroes), co sprawia i oni przyjmują swoje super formy. Wtedy przystępują oni do walki z Solarisem w trzech wymiarach czasowych i ostatecznie zwyciężają.
Ostatecznego zniszczenia Solarisa dokonać może wyłącznie Elise, jednakże efektem ubocznym będzie cofnięcie czasu, co oznaczałoby, że wydarzenia od chwili, gdy Sonic poznał Elise, nigdy nie będą miały miejsca. Ze łzami w oczach, ale uśmiechem na ustach Elise postanawia wymazać Solarisa z kart historii. Historia kończy się paradą oglądaną z oddali przez Sonica. Przebiega niedaleko Elise, która zdaje się rozpoznawać powiew wiatru, mówiąc: „Mam przeczucie jakby ktoś mnie wołał… ktoś, kogo znam”.

## Rozgrywka

### Gra wieloosobowa
W trybie gry wieloosobowej istnieje możliwość gry dwóch osób na podzielonym ekranie.

### Nowości
- Zmieniające się pory dnia i nocy[potrzebny przypis].
- Dzięki silnikowi graficznemu Havok przeciwnicy i przedmioty posiadają własne właściwości fizyczne.
- Nowa rola pierścieni: zwiększają prędkość Sonica oraz moce psychiczne Silvera.